# 346318 Elektrenai
346318 Elektrenai este o planetă minoră (asteroid) din centura de asteroizi. A fost descoperită pe 31 august 2008 la Molėtų astronomijos observatorija⁠(d) de . 
Obiectul prezintă o orbită caracterizată de o semiaxă mare de 2,4016091534334 UAi, o excentricitate de 0,11584090069763, o înclinație de 4,6741998207241 ° în raport cu ecliptica.